# アンドレス・ヒメノ
アンドレス・ヒメノ・トラゲーラ（Andrés Gimeno Tolaguera, 1937年8月3日 - 2019年10月9日
）は、スペイン・バルセロナ出身の元男子プロテニス選手。1972年の全仏オープン男子シングルス優勝者で、この大会で「34歳10ヶ月」の男子最年長優勝記録を持つ選手である。1969年の全豪オープン決勝でロッド・レーバーに敗れた準優勝もある。ヒメノのテニスは、堅固なグラウンド・ストロークや機転のきくボレーなどを持ち味とした。

## 来歴
アンドレス・ヒメノの競技経歴は1956年から始まり、彼は1960年まで「アマチュアテニス選手」として活動した。アマチュア選手時代の戦績は、1959年の全豪選手権と1960年の全仏選手権で2度のベスト8がある。その後、ヒメノは「プロテニス選手」に転向した。当時の4大大会は出場資格がアマチュア選手に限定され、プロ選手たちには別の大会群があった。1968年にテニス界は「オープン化措置」を実施し、プロ選手たちの4大大会出場を解禁する。こうして、プロ選手のヒメノにも4大大会に戻る道が開かれた。その新制度のもとで行われた最初の大会は、1968年の「全仏オープン」である。ヒメノはその大会でケン・ローズウォールとの準決勝まで勝ち進んだが、この時はすでに30歳を迎えていた。全仏オープン → ウィンブルドン → 「全米オープン」の後、翌1969年に最初の「全豪オープン」が行われる。1969年の全豪オープンで、31歳5ヶ月のヒメノは決勝でロッド・レーバーに 3-6, 4-6, 5-7 のストレートで敗れ、最初のチャンスでは優勝を逃した。レーバーはこの勝利から始まって、1969年に自身2度目の「年間グランドスラム」を達成した。
1970年のヒメノは、ウィンブルドンでジョン・ニューカムとの準決勝に進出し、芝生の大会で自己最高成績を出した。レーバーに全豪決勝で敗れてから3年後、アンドレス・ヒメノは1972年の全仏オープンで大会最年長優勝を飾る。準々決勝でアメリカのスタン・スミス、準決勝でソ連のアレックス・メトレベリを破って勝ち進んだヒメノは、決勝で地元フランスのパトリック・プロワジーを 4-6, 6-3, 6-1, 6-1 で破り、「34歳10ヶ月」で初優勝を果たした（スペインのテニス選手による4大大会男子シングルス優勝は、1960年代に4勝を挙げたマニュエル・サンタナ以来2人目）。
翌1973年の全仏オープンで大会前年優勝者のヒメノは2回戦敗退に終わり、これが彼の最後の4大大会出場となる。1973年7月、オランダ・ヒルバーサム大会の決勝でオランダのトム・オッカーに敗れた準優勝を最後に、テニス界の第一線から退いた。
2009年1月16日、ヒメノの国際テニス殿堂入りが決定した。スペイン人男子選手の国際テニス殿堂入りは、マニュエル・アロンソ、マニュエル・サンタナに次いで史上3人目となった。

## 4大大会優勝
- 全仏オープン：1勝（1972年）

| 年     | 大会         | 対戦相手               | 試合結果           |
| ------ | ------------ | ---------------------- | ------------------ |
| 1972年 | 全仏オープン | パトリック・プロワジー | 4-6, 6-3, 6-1, 6-1 |